# Счетверённая установка
Счетверённая установка — разновидность пулемётно-пушечного автоматического оружия, которая включает в себя малокалиберную автоматическую пушку с четырьмя стволами (четыре одноствольные пушки, две двухствольные или одну четырёхствольную) или четыре пулемёта, установленные на общем основании и оснащённые общими механизмами наведения и прицельными приспособлениями. Считается перспективной разновидностью оружия для выполнения задач противовоздушной обороны от низколетящих и внезапно появляющихся воздушных целей.
Счетверённые зенитные пулемётные установки появились в 1930-х годах (ЗПУ М4 1931), счетверённые установки зенитных орудий — в 1940-х (Wirbelwind, 2 cm Flakvierling 38). Современные счетверенные установки появились в 1950-х (ЗСУ-23-4 "Шилка").
Калибр современных серийных пулемётных счетверённых установок составляет 12,7 и 14,5 мм, пушечных — 23 и 30 мм; скорострельность — 1800—2200 и 2600—4000 выстрелов/мин. соответственно. Приблизительно в два раза более высокая, чем у аналогичных спаренных установок, скорострельность делает счетверённые установки значительно более эффективными для борьбы со скоростными воздушными целями; в то же время, пропорционально увеличивается масса установки. Прочие показатели счетверённых установок, такие как боевые дальность и высота стрельбы, углы вертикального и горизонтального наведения и т. д., аналогичны таковым у спаренных аналогичного калибра.
Предназначенные преимущественно для стрельбы по воздушным целям, счетверённые установки в случае необходимости могут использоваться и как эффективное средство борьбы с небронированными или легкобронированными наземными и надводными целями (в частности, для подавления вражеской пехоты).

## Перечень счетверённых установок
- СССР / Россия
  - Зенитная пулемётная установка М4 образца 1931 года пулемётов Максим
  - Зенитная пулемётная установка УЛ-12,7 на базе ДШК
  - Зенитная пулемётная установка ЗПУ-4 на базе КПВ
  - Зенитная самоходная установка ЗСУ-23-4 «Шилка»
- Чехословакия
  - Зенитная пулемётная установка CZ M53 на базе ДШК
- Великобритания
  - Счетверенные корабельные установки Mк I, Mк I**, Mк II, Mк II** и Mк III 12,7-мм пулеметов Виккерс Мк III (0.5" (12.7 mm) Vickers Mashine Gun Mark III on Mark I, Mark I**, Mark II, Mark II** and Mark III Quad Mountings)[4]
  - Счетверенная корабельная установка Mk VII 40-мм автоматических пушек Пом-пом Mk II (QF 2 pounder Mark II Gun on Mark VII Quad Mount)
  - Счетверенная корабельная установка Мк II 40-мм автоматических пушек Бофорс Мк II (40 mm Guns Mark II on Mark II Quad Mount)[5]
- США
  - Счетверенные сухопутные и корабельные установки Mк 31 12,7-мм пулеметов Браунинг М2 с воздушным и водяным охлаждением (0.50" (12.7 mm) M2 Browning Machine Gun (BMG) on Mark 31 Quad Mount)[6]
  - Счетверенные корабельные установки 20-мм автоматических пушек Эрликон Мк 15, 22 и 26 (20 mm Mark 2, 3 and Mark 4 Guns on Mark 15, 22 and Mark 26 Quad Mounts)[7]
  - Счетверенные корабельные установки Мк 2 28-мм (1,1 дюймовых) автоматических пушек Мк 1 и 2 (28 mm Mark 1 and Mark 2 Guns on Mark 2 Quad Mount)[8]
  - Счетверенные корабельные установки Мк 2 и Mк 4 40-мм автоматических пушек Бофорс Мк 1 и Мк 2 (40 mm Mark 1 and Mark 2 Guns on Mark 2 and Mark 4 Quad Mounts)[5]
- Нацистская Германия
  - 2 cm Flakvierling 38
  - Wirbelwind
- Канада
  - Счетверенная сухопутная зенитная установка 20-мм пушек Полстен (20 mm Polsten Guns on Quad Mount)
- Франция
  - Счетверенная самоходная зенитная установка 20-мм автоматических пушек АМХ-13 DCA на базе танка АМХ-13